# Roberts Uldriķis
Roberts Uldriķis, né le 3 avril 1998 à Riga en Lettonie, est un footballeur international letton qui évolue au poste d'attaquant à l'Arminia Bielefeld.

## Biographie

### Carrière en club
Le 31 août 2021, il signe au SC Cambuur après trois saisons passées au FC Sion.

### Carrière internationale
Avec les moins de 19 ans, il est l'auteur d'un doublé lors d'un match amical contre l'Estonie en juin 2016. Il délivre également une passe décisive lors de cette rencontre.
Il joue son premier match avec les espoirs le 26 mars 2017, en amical contre la Biélorussie, inscrivant un but à cette occasion (victoire 3-4). Il inscrit deux autres buts avec les espoirs, lors des éliminatoires de l'Euro espoirs 2019, contre l'Ukraine et l'Écosse.
Le 9 juin 2017, il figure pour la première fois sur le banc des remplaçants de l'équipe nationale A, sans entrer en jeu, lors d'une rencontre face au Portugal rentrant dans le cadre des éliminatoires du mondial 2018 (défaite 0-3). Trois jours plus tard, il reçoit finalement sa première sélection, lors d'un match amical contre l'Estonie (défaite 0-2).
Roberts Uldriķis marque son premier but en équipe nationale le 9 juin 2018, face à l'Azerbaïdjan dans le cadre d'un match amical perdu 1-3 à Riga, dont il est le seul buteur letton.

## Statistiques

### But en sélection
| # | Date             | Stade                            | Adversaire  | Résultat  | Score | Buts  | Compétition                                         |
| - | ---------------- | -------------------------------- | ----------- | --------- | ----- | ----- | --------------------------------------------------- |
| 1 | 9 juin 2018      | Stade Daugava, Lettonie          | Azerbaïdjan | Défaite   | 1-3   | 90+4e | Match amical                                        |
| 2 | 30 mars 2021     | Stade olympique Atatürk, Turquie | Turquie     | Match nul | 3-3   | 58e   | Éliminatoires de la Coupe du monde de football 2022 |
| 3 | 4 juin 2021      | Stade Daugava, Lettonie          | Lituanie    | Victoire  | 3-1   | 85e   | Baltic Cup 2020                                     |
| 4 | 16 novembre 2021 | Victoria Stadium, Gibraltar      | Gibraltar   | Victoire  | 3-1   | 55e   | Éliminatoires de la Coupe du monde de football 2022 |
| 5 | 3 juin 2022      | Stade Daugava, Lettonie          | Andorre     | Victoire  | 3-0   | 9e    | Ligue des nations 2022-2023                         |
| 6 | 3 juin 2022      | Stade Daugava, Lettonie          | Andorre     | Victoire  | 3-0   | 77e   | Ligue des nations 2022-2023                         |